# Volker Schmidt-Gertenbach
Volker Schmidt-Gertenbach (* 28. Dezember 1941 in Witzenhausen) ist ein deutscher Musiker und Dirigent.
Von 1974 bis 1989 war er Chefdirigent und Generalmusikdirektor des Göttinger Symphonie Orchesters.

## Werdegang
Volker Schmidt-Gertenbach wurde als Sohn eines Kantors geboren. Mit 6 Jahren erhielt er ersten Geigen- und Klavierunterricht. Nach dem Abitur begann er Musik und Mathematik zu studieren. Erste Orchestererfahrungen sammelte er mit einem von ihm in Göttingen gegründeten Studentenorchester. Intensive Studien bei Rudolf Kempe und Wolfgang Sawallisch schlossen sich an. Ende der 1960er Jahre leitete er das Orchester der StMV Blaue Sänger Göttingen.
1965 engagierte ihn das Staatstheater Kassel als Repetitor.
Schmidt-Gertenbach hat 21 Jahre das Göttinger Symphonie Orchester entscheidend geprägt. Zunächst von 1968 bis 1974 als stellvertretender Chefdirigent, im Anschluss von 1974 bis 1989 als Chefdirigent und Generalmusikdirektor (GMD).
Regelmäßig musiziert hat er mit Künstlern wie Wilhelm Kempff, Claudio Arrau, Alfred Brendel, Martha Argerich, Géza Anda, Mstislaw Leopoldowitsch Rostropowitsch, Heinrich Schiff und Frank Peter Zimmermann.
Von 1981 bis 1984 war Schmidt-Gertenbach auch ständiger Dirigent des Radio-Symphonie-Orchesters in Stavanger (Norwegen).
Umfangreiche Konzertreisen durch die Bundesrepublik, Italien, die USA, Spanien und Japan absolvierte er mit den weltbekannten Orchestern Sinfonia Varsovia, AUKSO Kammerorchester und Cappella Istropolitana.
In Wien, Berlin, Rom, Chicago und Washington ist er ebenso aufgetreten wie beim Schleswig-Holstein Musik Festival, dem Eastern Music Festival (USA), dem Sommer-Festival von Menton in Frankreich, dem Rheingau Musik Festival, den Walkenrieder Kreuzgangkonzerten und bei den Festspielen Mecklenburg-Vorpommern.
Als Gastdirigent war Schmidt-Gertenbach in Frankreich, Großbritannien, Irland, Dänemark, Norwegen, Spanien, Italien, Schweiz, Österreich, Niederlande, Belgien, Ungarn, Rumänien, Slowakei, Tschechien, Polen, Russland, Ägypten, Israel, Korea, Japan, Südafrika, Mexiko und den USA.
Über 100 Werke hat er für die verschiedensten Rundfunkanstalten eingespielt, ist mehrfach im Fernsehen aufgetreten und hat sich auch auf dem Tonträgermarkt einen Namen gemacht.
1998, 2001 und 2002 war Volker Schmidt-Gertenbach Dirigent der Deutsch-Polnischen Chorakademie „in terra pax“.
Volker Schmidt-Gertenbach lebt im Landkreis Göttingen in Südniedersachsen.

## Diskografie (Auswahl)
- Henry Litolff: Konzert-Sinfonien, Kl Orch op. 45 Concerto symphonique Nr. 3 Es-Dur "National hollandais" (Fono-Schallplattengesellschaft, 1979)
- Franz Liszt: Totentanz (Fono-Schallplattengesellschaft, 1980)
- Wolfgang Amadeus Mozart: Sinfonie D-dur KV 84 (Aperto-Schallplatten, 1983)
- Wolfgang Amadeus Mozart: Sinfonie A-dur KV 201 (Aperto-Schallplatten, 1984)
- Wolfgang Amadeus Mozart: Sinfonie D-dur KV 385 (Aperto-Schallplatten, 1985)
- Wolfgang Amadeus Mozart: Sinfonie A-dur KV 201 (Aperto-Schallplatten, 1985)
- Joseph Haydn: Cellokonzerte (Aperto-Schallplatten, 1985)
- Wolfgang Amadeus Mozart: Klavierkonzerte (Aperto-Schallplatten, 1987)
- Gustav Holst: St. Paul's suite (Aperto-Schallplatten, 1988)
- Musik auf Villa Hügel – Live (Essen / Krupp, 1991)
- Alexandra von der Weth: Konzertarien von Mozart und Beethoven (Fono-Schallplattengesellschaft, 1994)
- Wolfgang Amadeus Mozart: Symphonie Nr. 41 C-Dur KV 551 (Aperto-Schallplatten, 1995)
- Robert Schumann: Symphonie Nr. 1 B-Dur op. 38 (Aperto-Schallplatten, 1995)
- Felix Mendelssohn Bartholdy: Sinfonien (Line Music, 1995)
- Joseph Haydn: Sinfonie Nr. 44 e-Moll (Aperto-Schallplatten, 1995)
- Franz Schubert: Symphonies nos. 5, 6 (BMG Ariola, 1997)
- Joseph Haydn: Piano concertos Hob. XVIII, 3, 4, 11 (BMG Ariola, 1997)
- Ludwig van Beethoven: Violin concerto in D major op. 61 (BMG Ariola, 1998)
- Felix Mendelssohn Bartholdy: Die Streicher-Sinfonien (Line Music, 1998)
- World of baroque – Vol. 1 (EMI-Electrola, 1999)
- Frédéric Chopin: Piano concerto no. 1 in E minor (BMG Ariola, 1999)
- Frédéric Chopin: Meisterwerke (BMG Ariola, 1999)
- World of baroque – Vol. 2 (EMI-Electrola, 2000)
- Felix Mendelssohn Bartholdy: Gesamtausgabe der Streichersinfonien (Line Music, 2000)
- Frédéric Chopin: Klavierkonzerte Nr. 1 & 2 (BMG Ariola, 2003)
- Musikbad Pyrmont – Promenade (Christian Feldgen, 2006)